# Chiomara asychis
Chiomara asychis är en fjärilsart som beskrevs av Stoll 1780. Chiomara asychis ingår i släktet Chiomara och familjen tjockhuvuden. Inga underarter finns listade i Catalogue of Life.

## Bildgalleri

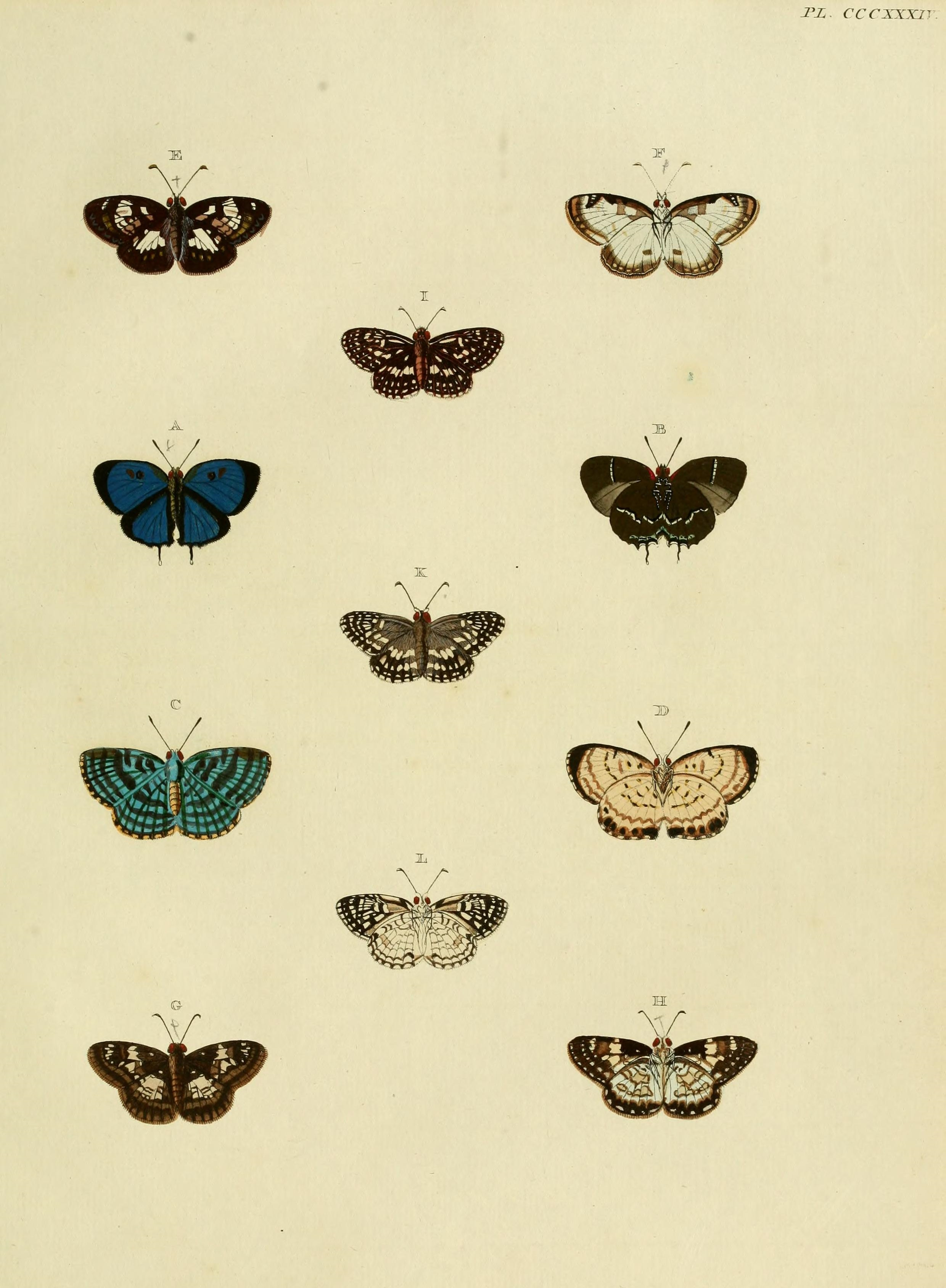
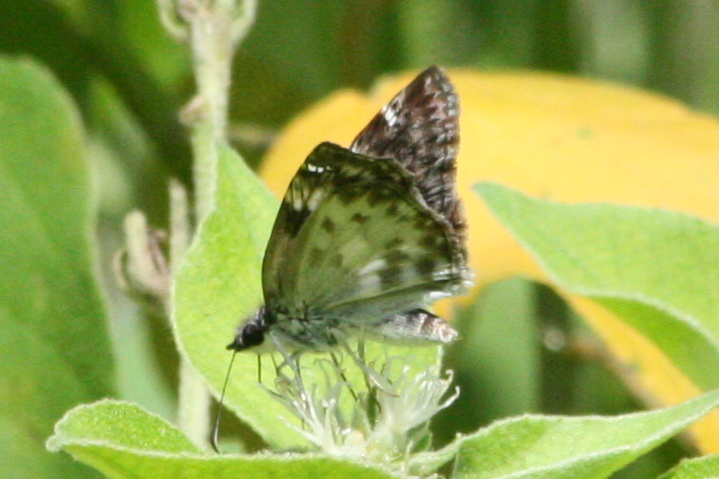
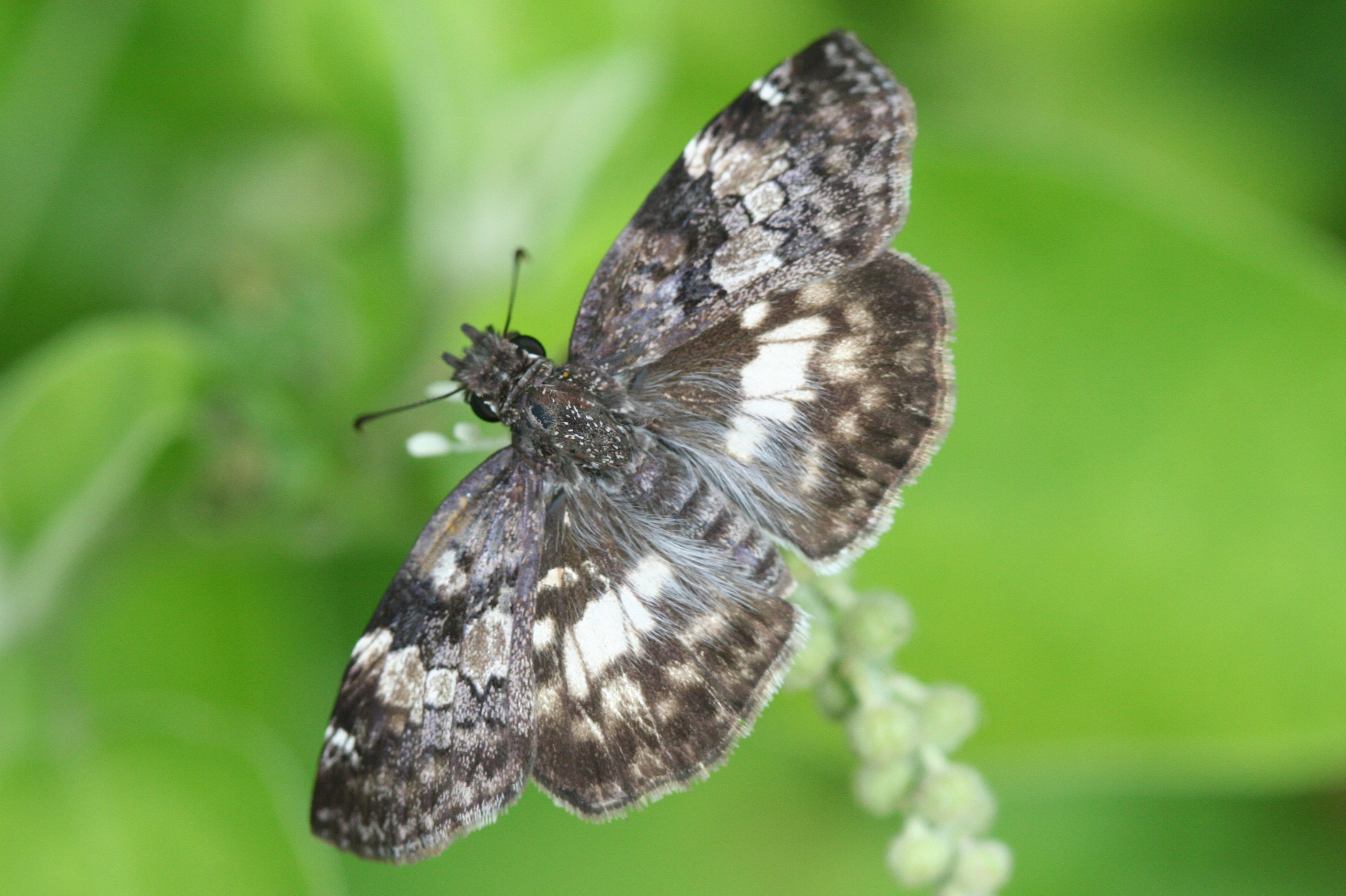
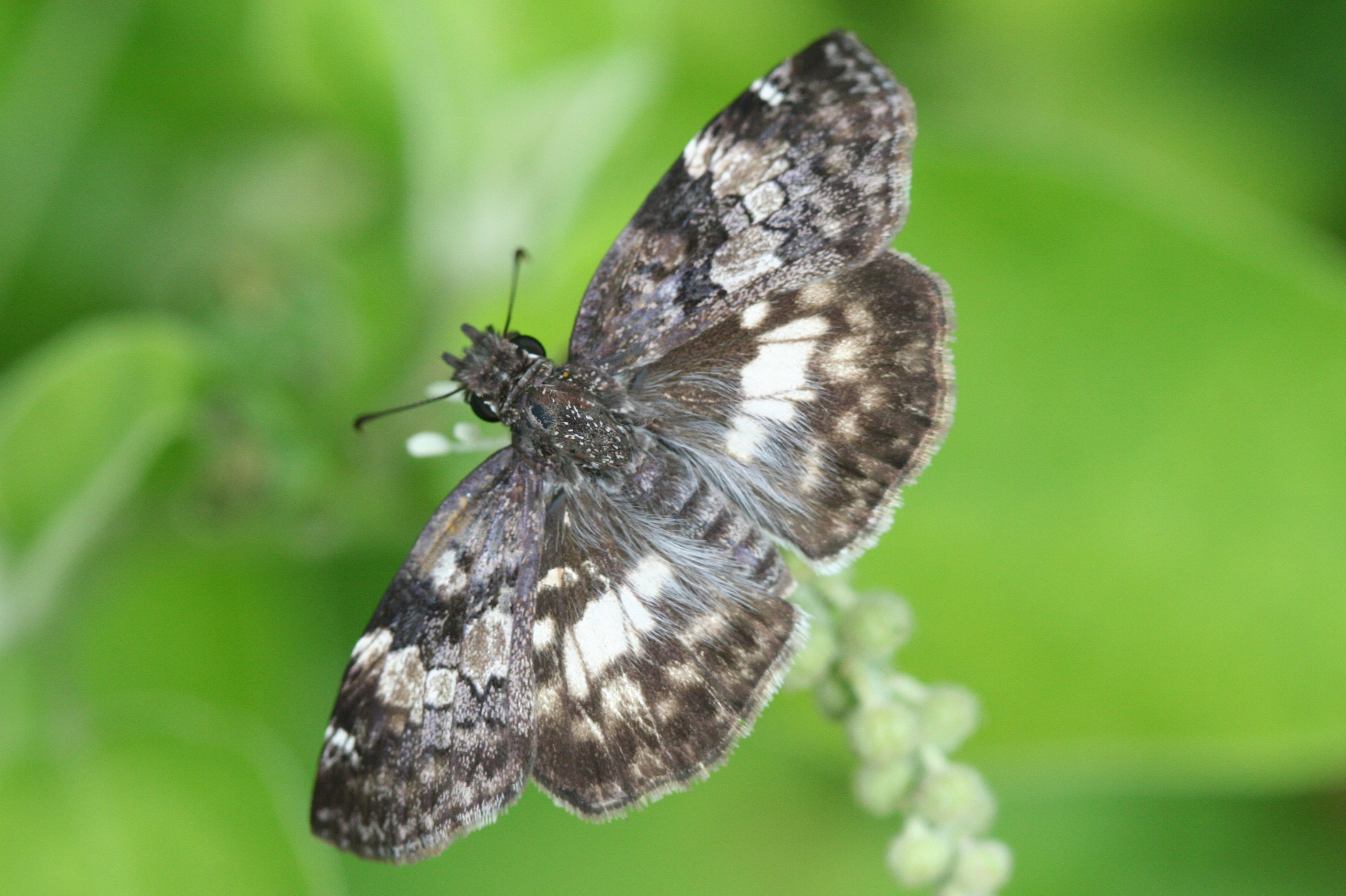